# Càlice (mare de Cicne)
Càlice (en grec antic: Καλύκη) va ser, segons la mitologia grega, una nimfa de gran bellesa filla d'Hecató.
Amb Posidó va engendrar Cicne, a qui el seu pare li va atorgar el do de la invulnerabilitat. Cicne va prendre part a la guerra de Troia a favor de Príam, i quan Aquil·les l'anava a matar, es va convertir en cigne.